# Сигет (град у Мађарској)
Сигет (мађ. Szigetvár — Сигетвар) град је у Мађарској. Сигет је један од важнијих градова у оквиру жупаније Барања.
Према подацима из 2009. у граду живи 10.900 становника.

## Географија
Сигет се налази у јужном делу Мађарске. Од престонице Будимпеште град је удаљен око 230 километара југозападно. Град се налази у западном делу Панонске низије. Јужно од града протиче Драва, а северно се издиже планина Мечек. Надморска висина града је око 115 m.

## Историја
У доба ратова с Турцима Сигет је био јака тврђава, коју су Турци два пута опседали: 1556. године, када га је одбранила посада са Марком Станчићем и почетком августа 1566. године, кад је Сигет опседао султан Сулејман I, а бранио Никола Зрињски с око 2.500 људи. Краљ Максимилијан II је препустио браниоце тврђаве на милост и немилост Турцима, иако је код Ђера, Кошица и у Штајерској био прикупио знатне снаге. После једномесечног отпора преживели браниоци Сигета извршили су 7. септембра продор из већ запаљене тврђаве, при чему су готово сви изгинули заједно са Зрињским. Град је дефинитивно прешао у руке Аустријанаца током аустријско-турског рата, јануара 1689. године.
Године 1884. у марту два пута, задесио је доста јак земљотрес Бачку нарочито Сомбор, а осетио се и у Сигетвару.
Према извештају из 1905. године, Сигетвар је велика општина у истоименом срезу. Ту живи 5601 становник у 765 домова. Мађари су доминантни, а Срба је врло мало; има само седам православних Срба са три куће. Од српских јавних здања помиње се само православна црква. У том насељу постоји пошта, телеграф и жељезничка станица.
У време Аустроугарске монархије налазио се у саставу жупаније Шомођ.

## Становништво
По процени из 2017. у граду је живело 10.572 становника.
| 1990.  | 2001.  | 2011.  | 2017.  |
| ------ | ------ | ------ | ------ |
| 12.226 | 11.353 | 10.614 | 10.572 |

У Сигету већином живе Мађари (око 93 %), Хрвати (3 %), Немци (2 %) и Роми (1 %).

### Попис1910.
| Сигет | Сигет |
| --- | --- |
| Језик | Вера |
| <div style="border:solid transparent;position:absolute;width:100px;line-height:0;<div style="border:solid transparent;position:absolute;width:100px;line-height:0;<div style="border:solid transparent;position:absolute;width:100px;line-height:0; укупно: 6.153 Мађарски 5.993 (97,39%) Хрватски 57 (0,92%) Немачки 42 (0,68%) Словачки 11 (0,17%) остали 50 (0,81%) - (-%) | укупно: 6.153 Римокатол. 5.192 (84,38%) Јевреји 512 (8,32%) Калвинисти 405 (6,58%) Лутерани 26 (0,42%) Православци 13 (0,21%) Гркокатолици 3 (0,04%) Унитаристи 1 (0,01%) остали 1 (0,01%) |

## Партнерски градови
- Иматра
- Епинген
- Дева

## Галерија
- Римокатоличка црква
- Градска кућа
- Стара тврђава
- Културни центар у савременој изведби